# ESCP Business School

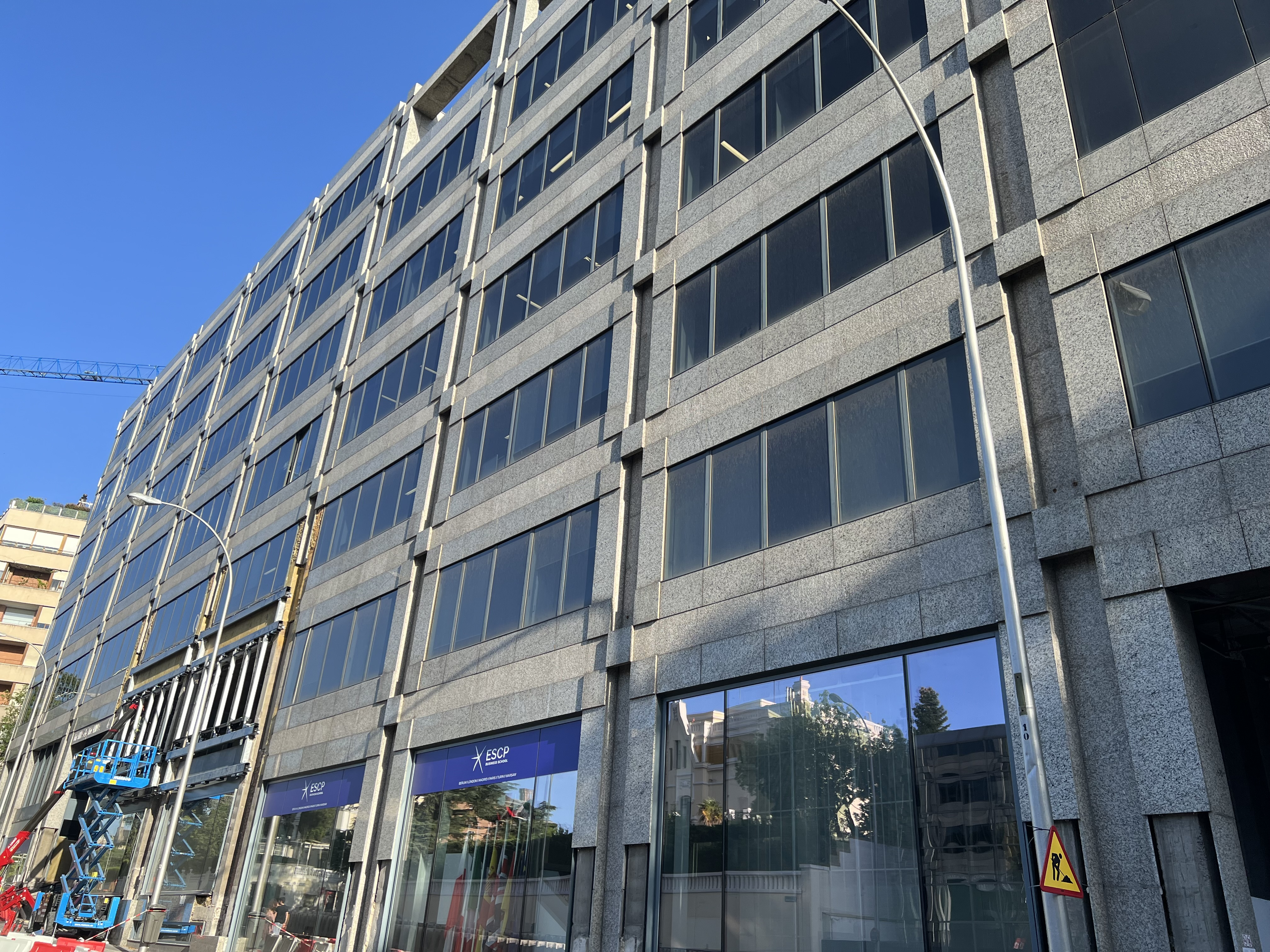
ESCP Business School Campus Madrid

ESCP Business School (del francés: École Supérieure de Commerce de Paris)es una escuela de negocios internacional y una de las principales Grandes Escuelas en Francia. Es la más antigua escuela de negocio en el mundo, establecida en 1819. Es la "World's First Business School (est. 1819)". Posee campus propios en París, Londres, Madrid, Berlín, Turín y Varsovia. 
Es considerada una de las mejores escuelas de negocios en Europa. En 2010, su principal programa, el Master in Management, fue clasificado como el número 1 del mundo según el Financial Times. Se encuentra 15º en el ranking mundial para su Executive MBA.
Sus programas cuentan con la triple acreditación internacional de EQUIS, AACSB y AMBA. La escuela cuenta con numerosos alumnos notables en el campo de los negocios y la política, incluyendo varios CEOs, el ex primer ministro francés Jean-Pierre Raffarin y el exsecretario de Relaciones Exteriores francés Michel Barnier.
La escuela solo comenzó a formar emprendedores a partir de las décadas de 1960 y 1970, primero con algunos cursos especializados antes de abrir maestrías especializadas en emprendimiento en la década de 1990. La escuela ha construido una identidad organizativa emprendedora desde la década de 1990.
La escuela, con una red de 55.000 antiguos alumnos en 150 países y un claustro de profesores internacional y plurilingüe, recibe anualmente a alrededor de 4.000 estudiantes procedentes de 100 nacionaldades. En España, el campus de Madrid, fundado en 1988 y presidido por Guillermo de la Dehesa, cuenta con un acuerdo académico con la Universidad Universidad Carlos III. 
La escuela es particularmente renombrada por su Master in Management, el MBA in International Management, el Executive MBA y su Master in Finance. 